# Ju Catenacce

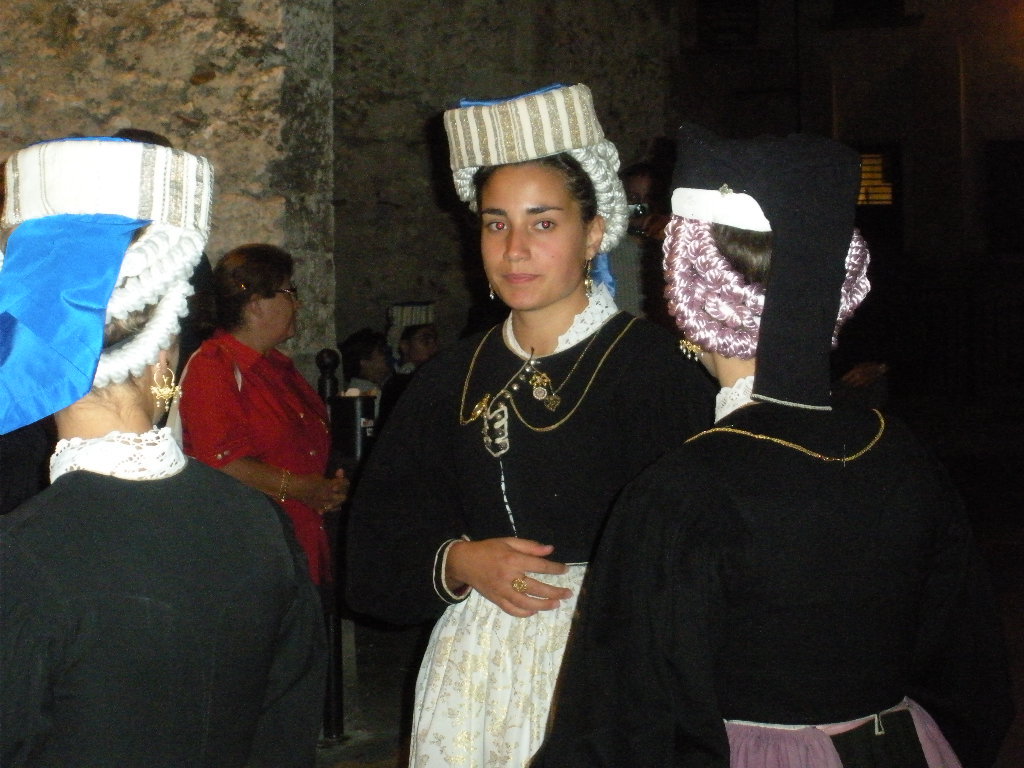
Ragazze in costume tipico scannese a "Ju Catenacce"

Ju Catenacce è una festa popolare di Scanno che ricorre ogni 14 agosto. Il nome, che in italiano significa "il catenaccio", sta ad indicare il corteo nuziale, che dall'alto sembra un catenaccio.
La festa consiste in una festa nuziale, nel vestito tradizionale di Scanno. Ormai solo le donne portano il vestito tradizionale e la presentosa, (sorta di monile abruzzese), per gli uomini esso è stato sostituito con il "tight". La coppia che realmente si sposa in tale rievocazione è in effetti solo una. Gli altri che partecipano al corteo nuziale sono tutti parenti che sfilano rigorosamente in coppia (un maschio ed una femmina).
La festa si conclude nella piazza principale del paese, cioè la Piazza della Madonna della Valle (dopo il matrimonio ed una lunga sfilata nelle vie del paese), e, dopo varie cerimonie le persone che sfilano per "Ju Catenacce" ballano la quadriglia, mentre gli organizzatori offrono agli spettatori dei dolci di Scanno.

## Il costume scannese
Il costume femminile, in generale, è costituito da elementi essenziali: gonna ampia, corpetto e camicia vaporosa; la gonna è di colore nero o rosso, di stoffa pesante, bordata da ricami dorati, ricoperta davanti da un grembiule bianco di lino con applicazioni di merletti. Il corpetto di solito è in velluto nero, può presentare applicazioni di passamaneria, insieme a vari tipi di tessuti e intrecci utilizzati per la guarnizione nell'abbigliamento, come bottoni o fiocchetti. Sotto il corpetto si indossa una camicia bianca con pizzi ricamati a mano, reminiscenza degli antichi indumenti femminili del Rinascimento, di cui si ricorda la tradizione del "merletto a tombolo aquilano" di Pescocostanzo (AQ). La testa è coperta da un fazzoletto ampio e bianco, in certi casi un vero e proprio turbante come nell'esempio di Scanno, abbellito con inserti di altra stoffa, solitamente quella della gonna. A caratterizzare il costume femminile abruzzese era un panno rettangolare color "vinaccia", avvolto al corpo all'altezza del petto, fungendo da sottoveste; era in lana e tessuto di casa.
Identico al cosiddetto "fasciatore", molto più grande, era il mantello o lo scialle rustico da usare l'inverno per coprirsi il capo in giù, e ancora oggi sono visibili alcuni esempi grazie alla presenza di donne anziane che conservano le tradizioni; nel 1965 un documentario della Rai illustrò come le donne del paese di Frattura (Scanno) usassero tutte questo indumento all'arrivo dell'inverno. Per il lavoro dei campi si calzavano le cosiddette "ciocie", ciabatte molto pesanti e dure in cuoio o gomma; per il corredo di nozze o da esibire in occasione delle ricorrenze speciali, si usavano elementi sferici oppure ovali d'oro, chiamate "cannatore", forse di origine longobarda, frequenti soprattutto nel costume scannese, oppure i tipici ciondoli in filigrana, la famosa "presentosa" a forma di stella con due cuori intrecciati al centro (la cornice ha una linea guida generale, ma ne esistono diverse varietà), il gioiello legato alle dichiarazioni d'amore, e infine gli orecchini pendenti a navicella, detti "sciacquaje".

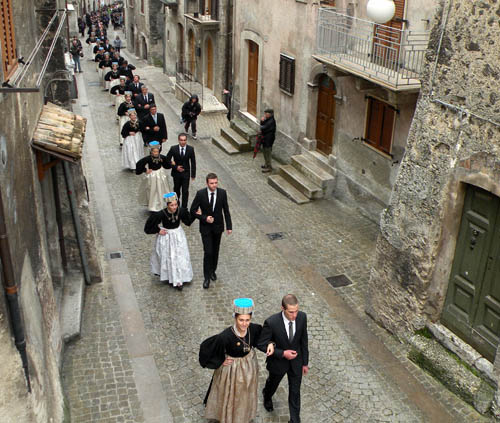
Rievocazione de "Ju Catenacce" a Scanno, ossia il rito del matrimonio in costume tipico

L'abito nuziale femminile della tradizione abruzzese prevede: in testa il velo o un fazzoletto di tulle bianco lungo fino alle spalle, il corpetto in seta rossa con maniche lunghe e polsini allacciati con bottoni dorati, la gonna bianca e grembiule azzurro in lino o altro tessuto, le scarpe nere di cuoio e calze bianche. Più semplici sono i costumi maschili: realizzati in panno di velluto nero, con pantaloni al ginocchio, calzettoni bianchi, giacchetta corta con bottoni, panciotto e camicia con il colletto ricamato, ai piedi le "ciocie" e i cui lacci legano intorno i polpacci, coperti di grosse calze in lana bianca oppure semplici scarpe di cuoio con fibbia d'argento.
Termini scannesi per l'abito:
- Azzullaje: abbottonare
- Cappellitte: copricapo a cappello
- Carafoccia: tasca della gonna
- Cuze: pantaloni, calzoni
- Centrine: cinturino
- Cercèije: orecchini
- Chezètte ferrate: calze ferrate
- Cicirchièta: anello
- Coppola: berretto maschile
- Cummudìne: giacchino corto
- Fasciatùre: fascia di seta
- Gammatta: gomitolo
- Mandèra: manto, grembiule
- Ndrappa: panno pregiato
- Pedèra: bordo inferiore della gonna
- Pepusce: pantofole
- Presentosa: spilla di Scanno
- Pulcione: giubbotto
- Scarsella: tasca
- Sciala: cravatta
- Scolla: merletto
- Spingula: spilla
- Strangunère: gambali di pelle
- Viulìtte: piccolo velo
- Zenàle: grembiule

## Il matrimonio rituale nella letteratura e nell'arte
Il primo scrittore a parlare dei costumi scannesi fu Romualdo Parente di Scanno, che nel 1765 compose un piccolo poema celebrativo in dialetto locale, intitolato Zu matremuónie a z'euse ("Il matrimonio secondo l'uso") di due giovani scannesi, Nanno e Mariella, descrivendo tutte le particolarità che precedono le nozze, dal fidanzamento, dagli incontri, dalla serenata, dalla preparazione delle nozze, della preparazione della casa degli sposi da parte della madre della sposa, del commiato della sposina dalla madre, dei canti rituali da intonare durante la processione dalla casa verso la chiesa, e dei canti notturni durante la prima notte di nozze.

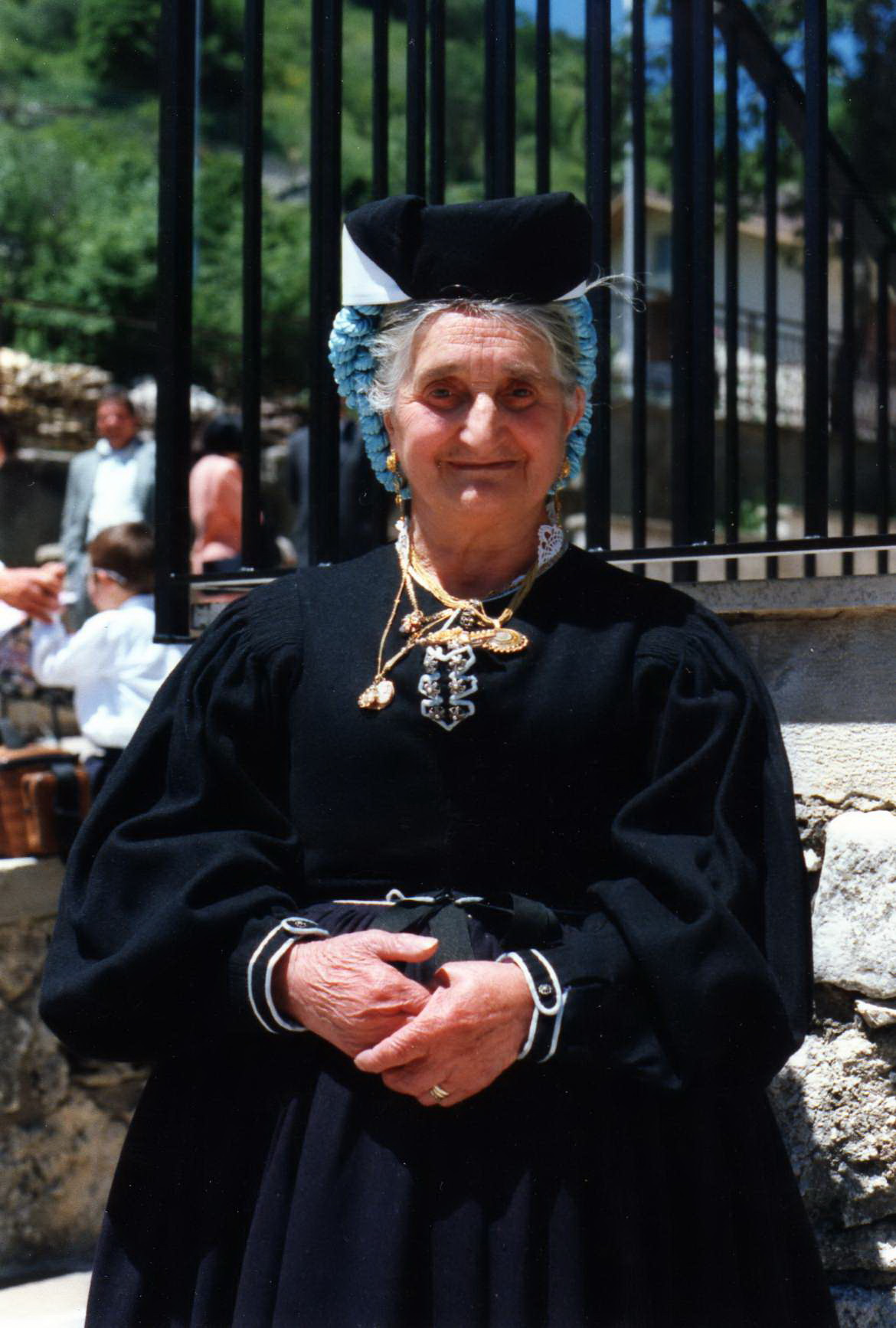
Anziana donna scannese in costume

Queste regole del matrimonio vengono riprese anche da Antonio De Nino nel II volume degli Usi e costumi abruzzesi, in cui descrive con minuzia le pratiche da adottare. Altri studiosi di folklore abruzzese si cimentarono nella descrizione del matrimonio di Scanno, il Morelli, Gennaro Finamore, Enrico Giancristofaro, Giovanni Pansa, che cercò di ricostruire anche le origini del tipico costume scannese di origini orientali, poi Alfonso Maria Di Nola.
Nella pittura e nella fotografia, oltre a quelle da cartolina dei primi anni del '900, Francesco Paolo Michetti e Basilio Cascella eseguirono dei ritratti, lo stesso Gabriele D'Annunzio nelle sue memorie private citò il costume scannese, e fu fotografato nel 1896 mentre presenziava a una funzione religiosa nella chiesa della Madonna della Valle di Scanno.
Nelle fotografie d'autore, le donne di Scanno furono immortalate da Mario Giacomelli ed Henri Cartier-Bresson.